# Amanda Crew
Amanda Crew, née le 5 juin 1986 à Langley en Colombie-Britannique (Canada), est une actrice canadienne.

## Biographie
Amanda commence à jouer à l'âge de quatre ans, lorsqu'elle a décroché le rôle principal dans la comédie musicale Dragon Tails.
Amanda Crew a déjà travaillé dans un vidéo club à Langley en Colombie-Britannique, entre ses cours de claquettes, de hip-hop et de ballet jazz.  
Elle a fait ses débuts à la télé en 2002 dans Dear Sara, Sincerely Patty, réalisé J. O'Byne, des producteurs de Basktreet. Auparavant, elle avait tourné dans une publicité pour Coca-Cola et a joué dans des pièces comme Stalling, Cordtons Courts et Langley, The Musical. Elle a aussi suivi une formation professionnelle à l'American Academy of Dramatic Arts durant l'été 2003 et quelques cours au Tarlington Training et à Carousel Theatre School. Elle joue dans She's the Man avec Amanda Bynes et Destination finale 3, deux films sortis en 2006.
Le rôle de Tanis McTaggart dans 15/A est son premier grand rôle. Puis, elle intègre la distribution de Le Secret de Charlie aux côtés de Zac Efron.

## Filmographie

### Cinéma
- 2006 : Destination finale 3 (Final Destination 3) : Julie Christensen
- 2006 : She's the Man d'Andy Fickman : Kia
- 2006 : John Tucker doit mourir (John Tucker Must Die) : La fille dans le couloir
- 2008 : That One Night : Marie
- 2008 : Sex Drive : Felicia
- 2009 : The Break-Up Artist : Britney
- 2009 : Le Dernier Rite (The Haunting in Connecticut) : Wendy
- 2010 : Le Secret de Charlie : Tess Carroll
- 2010 : Repeaters : Sonia Logan
- 2011 : Sisters & Brothers : Nikki
- 2011 : Charlie Zone : Jan
- 2011 : Long Time Gone : Bette
- 2012 : Knife Fight de Bill Guttentag : Helena St. John
- 2013 : Jobs : Julie
- 2013 : Miss Dial : Amanda
- 2013 : Ferocious : Leigh Parrish
- 2013 : Crazy Kind of love : Bette
- 2014 : The Identical : Helen Hemsley
- 2014 : Bad City : Izzy Fontaine
- 2015 : Adaline : Kikki
- 2016 : La Couleur de la victoire (Race) de Stephen Hopkins : Peggy
- 2017 : Table 19 de Jeffrey Blitz : Nicole
- 2018 : Freaks de Zach Lipovsky et Adam B. Stein : Mary Lewis
- 2020 : Suspect numéro un (Target Number One) de Daniel Roby : Anna Malarek
- 2023 : There's Something Wrong With the Children de Roxanne Benjamin : Ellie

### Télévision

#### Séries télévisées
- 2005 : La Vie comme elle est (Life As We Know It) : Polly Brewer (2 épisodes)
- 2005 : Smallville (série télévisée) : une fille
- 2005–2006 : 15/A (15/Love) : Tanis Taggert (23 épisodes)
- 2006–2007 : Whistler : Carrie Miller (26 épisodes)
- 2011 : Suits, avocats sur mesure (Suits) : Lola Jensen
- 2014–2019 : Silicon Valley : Monica (53 épisodes)
- 2017 : Lifeline : Haley Hooks (2 épisodes)
- 2021 : Mr. Corman : Mme Perry-Geller

#### Téléfilms
- 2006 : Ciel de feu (Meltdown) : Kimberly
- 2008 : Monster Ark : Joanna

## Distinctions
- Leo Award de la meilleure actrice dans une série télévisée dramatique en 2007 pour Whistler.